# Cosgaya (Camaleño)
Cosgaya es una localidad española del municipio de Camaleño, se encuentra en la comarca de Liébana, localizada en el extremo más occidental de Cantabria. La población está situada en el margen derecho del río Deva. 
En 2023 tenía 49 habitantes (INE). Está formado por tres núcleos de población, cuyos nombres son Areños, Treviño y Cosgaya.

## Historia

### Paleolítico y mesolítico
En Liébana hubo ocupación humana que se remonta al Paleolítico medio, las investigaciones realizadas en las excavaciones arqueológicas de la cueva de El Esquilléu, el abrigo de El Artéu, el asentamiento El Habario, o en los vestigios históricos de la cueva de La Mora, todos ellos en el desfiladero de La Hermida, en el río Deva, demuestran que desde hace 50.000 años hay asentamientos de población en la comarca lebaniega, se puede, por tanto, hablar de grupos de neandertales muy bien adaptados en la zona del Desfiladero, importante vía natural de penetración y lugar ideal para la caza y la explotación de recursos forestales, además de que por su sustrato calizo permite el asentamiento en cuevas y abrigos naturales. En el epipaleolítico, entre 11 150 y 8000 a. C. y el mesolítico, entre el 8000 y 5000 a. C., al retirarse los hielos (al final de la glaciación de Würm) aparecen los primeros pobladores en el interior de la comarca. De esta época son los yacimientos de La Mina, abrigo rocoso en las inmediaciones de Dobarganes (localidad limítrofe de Cosgaya) y el abrigo de La Calvera donde se han encontrado objetos de sílex.

### Edad Media
Cosgaya aparece ya en la crónica Albeldense y en la crónica de Alfonso III de Asturias, cuando narra el desastre de los musulmanes en Subiedes (en las inmediaciones del monte Subiedes sucumbieron ante un argayo o desprendimiento la retaguardia del ejército musulmán derrotado en la Batalla de Covadonga). Según la tradición aquí nacieron Don Pelayo, primer rey de la Reconquista,[cita requerida] y el rey Favila, que murió destrozado por un oso pardo en el monte de La Calavera. En el libro Becerro de las Behetrías de Castilla, aproximadamente del año 1353, aparece como lugar solariego y de abadengo.

### Edad Contemporánea
Madoz refleja que este lugar de Cosgaya estaba formado por tres barrios o aldeas: Cosgaya, Areños y Treviño, siendo actualmente estas dos núcleos de población independientes.

## Galería

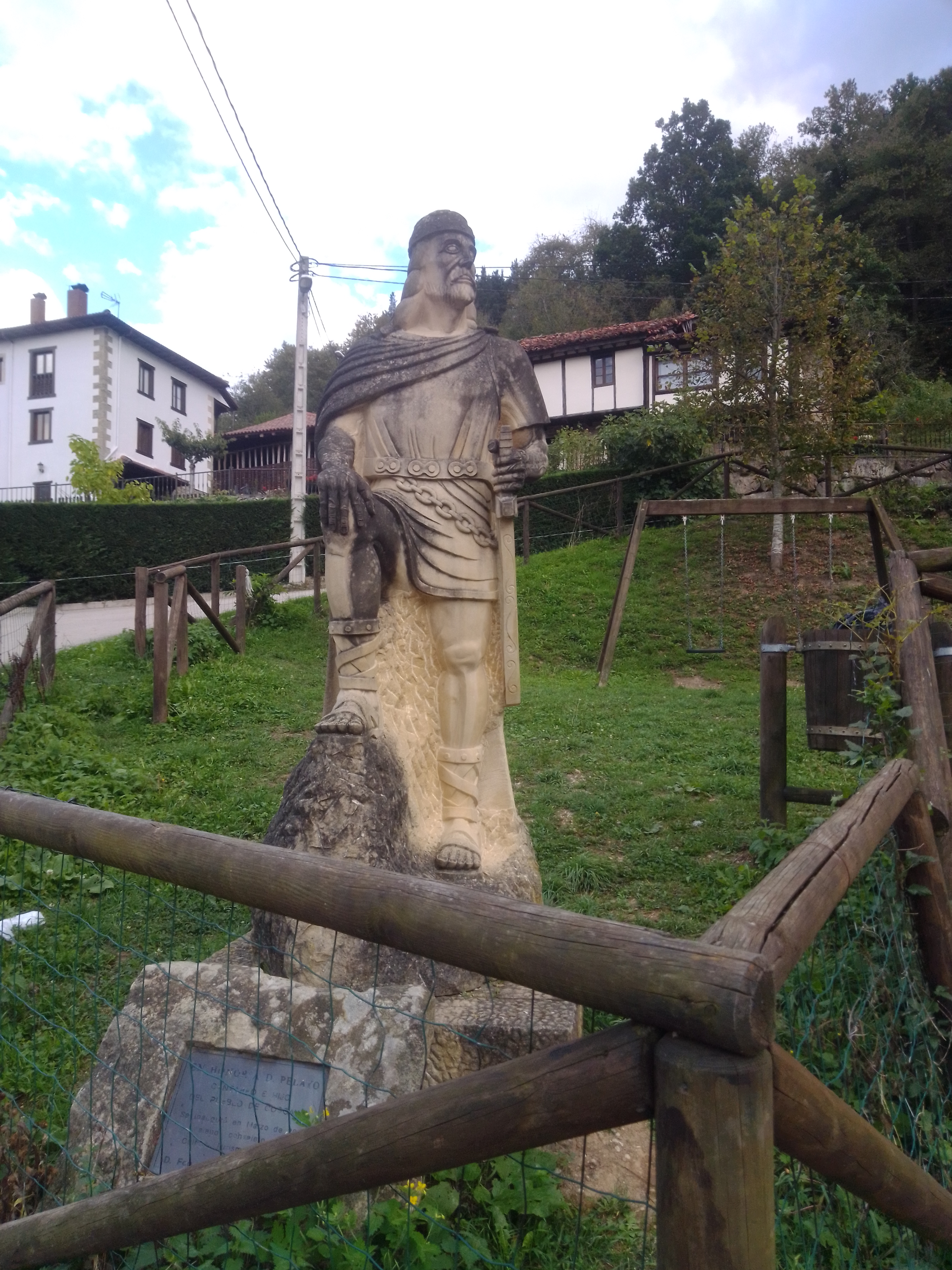
Monumento a Don Pelayo
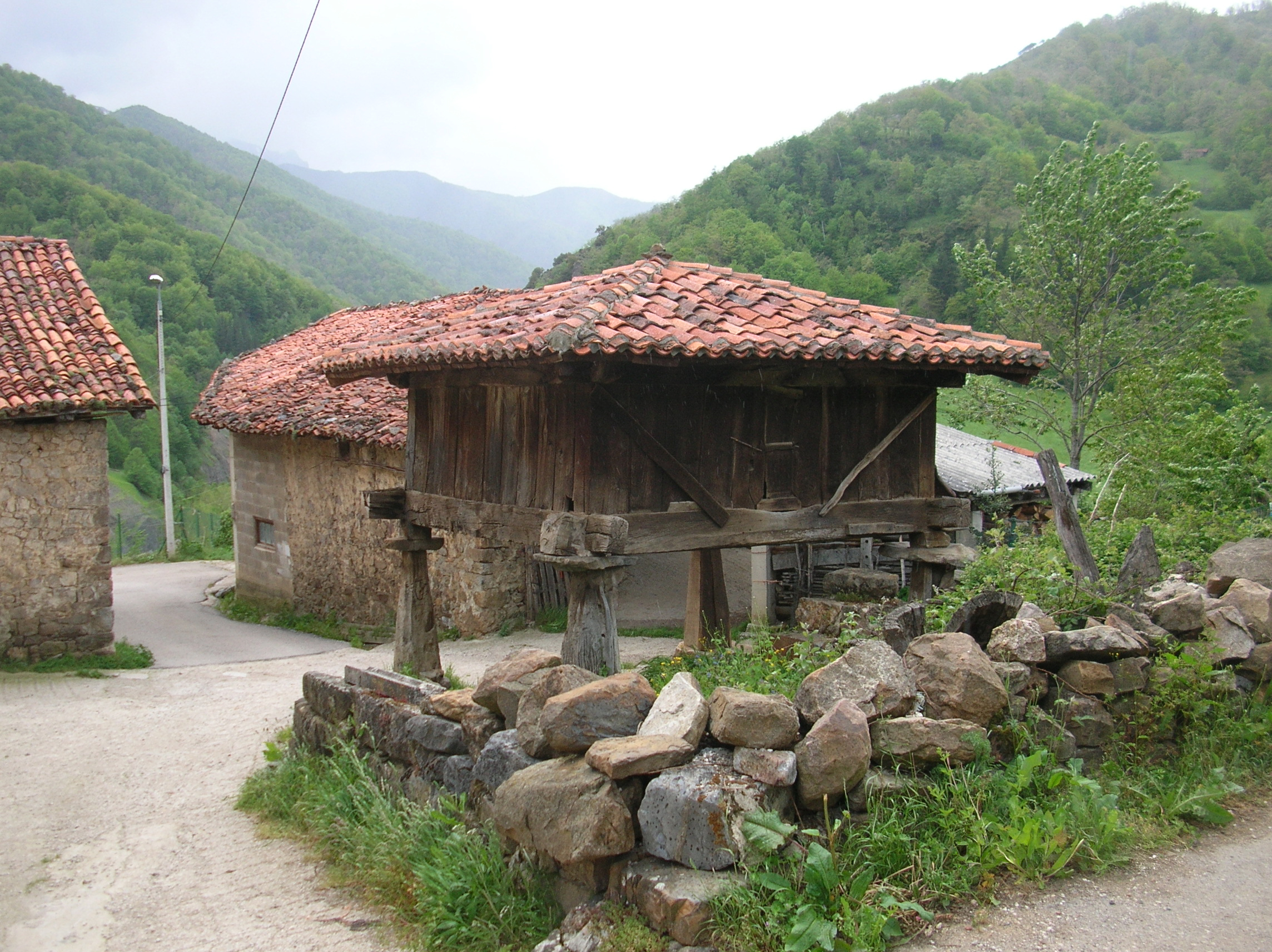
Hórreo en Cosgaya.
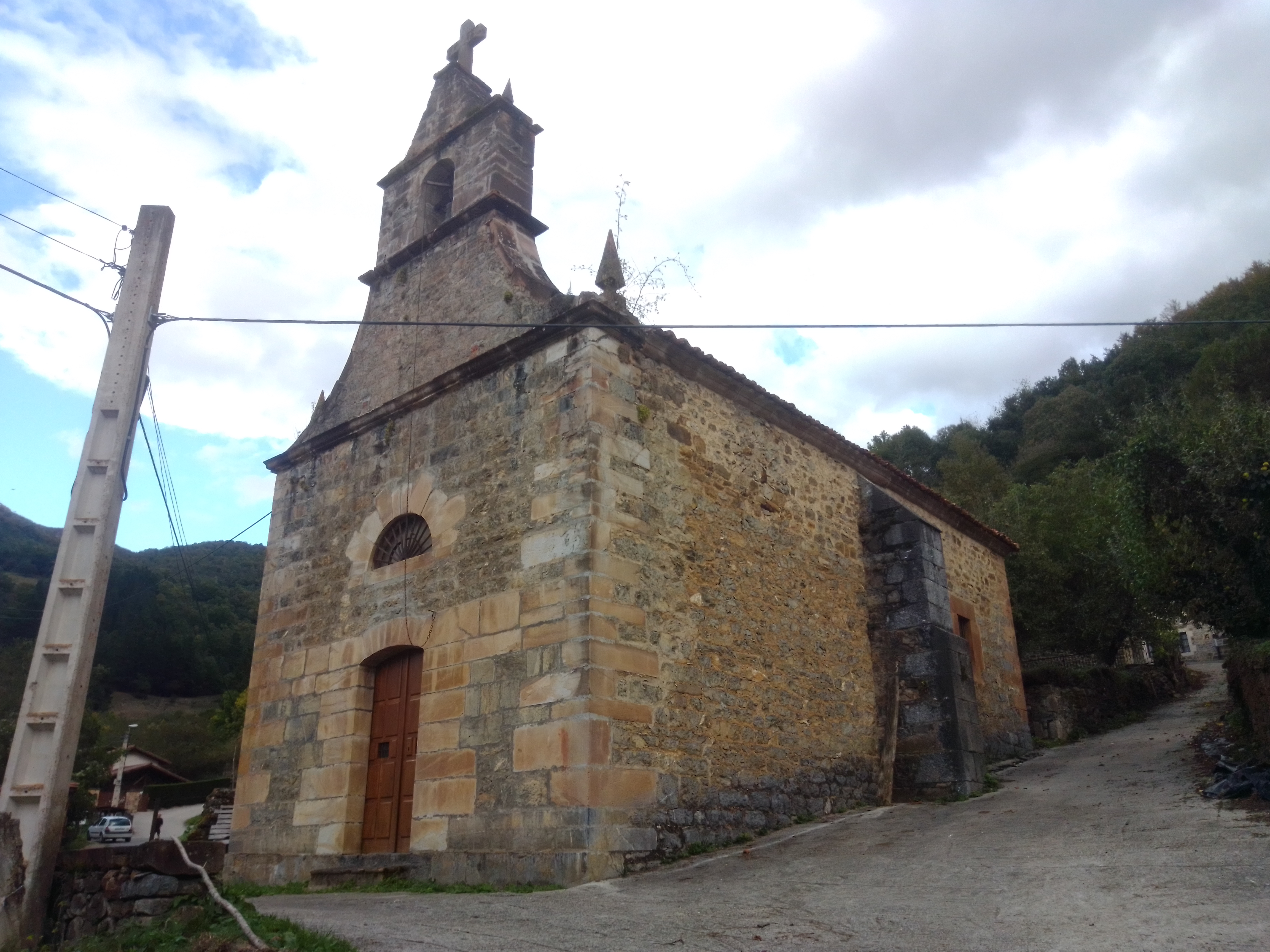
Iglesia